# دورس
دَوْرَس (الاسم العلمي: Doras)، جنس أسماك نهرية من فصيلة الدورسيات موطنها أمريكا الجنوبية الاستوائية. أخطامها رباعيات العذبات الشدقية. زعانفها الظهرية الأولى شراعية الشكل قريبة من الرأس. الثانية جداع قريبة من الذيل. لحومها متوسطة الصنف مأكولة.